# Sint-Niklaaskerk (Postel)

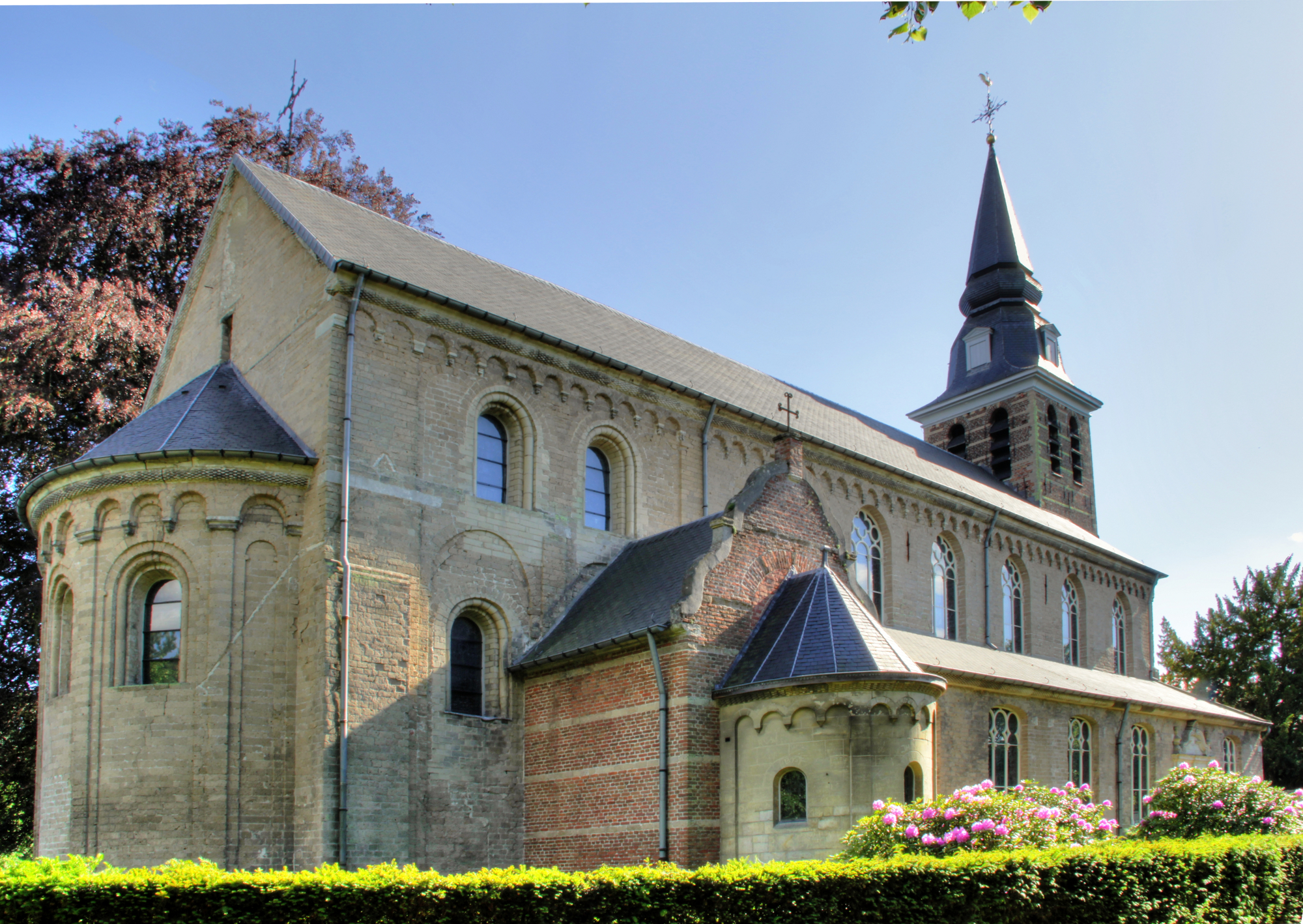
Sint-Niklaaskerk

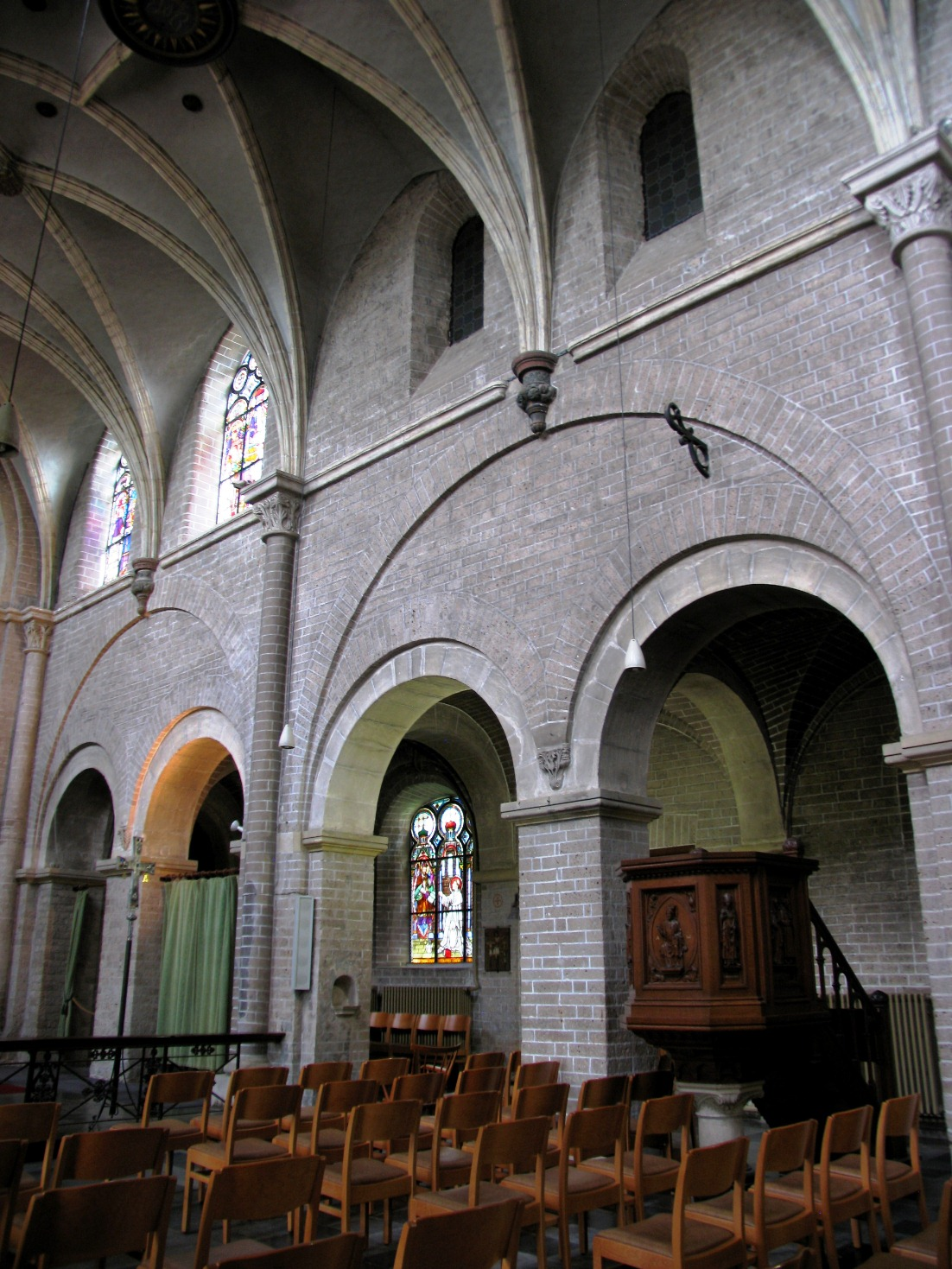
Interieur

De Sint-Niklaaskerk is de kerk van de Abdij van Postel, gelegen aan de Abdijlaan 16 te Postel.

## Geschiedenis
Volgens schriftelijke bronnen zou de kerk in 1190 zijn ingewijd. Afgaande op de bouwstijl wordt begin 13e eeuw aangenomen voor de bouw van de oudste delen van de huidige kerk. In 1626 werd een deel van de kerk in gotische zin gewijzigd. Een dakruiter werd in 1769 vervangen door een westtoren; na blikseminslag werd deze in 1883 herbouwd.

## Gebouw
Het betreft een georiënteerd kerkgebouw in laat-romaanse stijl. De kerk is gebouwd in tufsteen dat in de Eifel werd gewonnen. De kerk heeft een driebeukig basilicaal schip en een lagere, halfronde apsis. De lagere, tegen het koor aangebouwde dwarskapelletjes, zijn 17e-eeuws. In 1930 werden ze voorzien van een neoromaanse apsis.
Aan de zuidzijde bevond zich vroeger de hoofdingang, getuige een romaans portaal. In 1631 werd dit dichtgemetseld en in de 20e eeuw weer geopend, nu als toegang tot de sacristie. In de noordelijke zijbeuk bevindt zich een 18e-eeuws barokportaal.
De noordelijke zijkapellen van 1626 zijn uitgevoerd in baksteen met zandstenen muurbanden. In dit jaar werd ook het houten gewelf door een stenen gotisch gewelf vervangen.

## Interieur
Het interieur is geheel van natuursteen. De triomfboog dateert uit 1626.
Het koorgestoelte is van 1630 en de in barokstijl uitgevoerde orgelkast is van 1712. Een nieuw orgel werd in 1972/1973 vervaardigd door de firma Pels-D'Hondt. De glas in lood-ramen van begin 20e eeuw stellen episoden uit het leven van Sint-Norbertus voor.